# 牤牛河 (大凌河)
牤牛河，位于中国东北地区西南部的一条河流，是大凌河左岸支流，发源于内蒙古自治区赤峰市奈曼旗沙日浩来镇孟和杭沙尔村委会台力虎村西北2千米处的山顶，蜿蜒向南流经台力虎水库，纵贯奈曼旗南部地区，过土城子乡化吉营子村龙台营子后成为辽宁省北票市与奈曼旗、阜新蒙古族自治县之间的界河，南流至北票市马友营蒙古族乡小勿兰村下胡匠沟西北进入北票市境内，西南流至三宝乡大板沟村扫把营子东南注入大凌河白石水库库区。河流全长136千米，流域面积4747平方千米，河道平均比降2.51‰，年均径流量3.035亿立方米。牤牛河流域为半农半牧地区，富煤铁资源。